# Nyctimystes obsoletus
Nyctimystes obsoletus es una rana de árbol de la familia Pelodryadidae de Papúa Nueva Guinea.  Los científicos la encontraron en la península Huon.
Es difícil ver el oído de esta rana cuando vive. Es más fácil verlo cuando la rana está muerta y preservada.